# کمین (فیلم ۱۳۹۳)
کمین یک فیلم ایرانی به کارگردانی شهرام شاه‌حسینی و تهیه‌کنندگی محمدرضا عباسیان در سال ۱۳۹۳ ساخته شده‌است. این فیلم محصول کشور ایران و در ژانر اکشن و پلیسی معمایی می‌باشد. در این فیلم بیژن امکانیان، احمد ساعتچیان، احسان عیوضی نژاد، بهشاد چنگیزی، نوید غیاثی به هنرمندی پرداخته‌اند.

## خلاصه داستان
چند مأمور وزارت اطلاعات مأموریت دارند تا از یک پروفسور علم ژنتیک ایرانی در مقابل عوامل دشمنان خارجی محافظت کنند. از طرفی دکتر رستگار جاسوس خارجی‌ها با مریم دختر پروفسور طرح دوستی می‌ریزد…